# Rebecca Pidgeon
Rebecca Pidgeon (Cambridge (Massachusetts), 10 oktober 1965) is een Amerikaanse zangeres, songwriter en actrice. Ze heeft een opnamecarrière in stand gehouden, terwijl ze ook op het podium en in speelfilms speelde. Ze is getrouwd met de Amerikaanse toneelschrijver David Mamet.

## Biografie
Pidgeon werd geboren uit Engelse ouders in Cambridge, Massachusetts, terwijl haar vader Carl R. Pidgeon, gasthoogleraar was aan het MIT. Haar moeder Elaine is yogalerares. Haar grootmoeder van vaders kant, Monica Pidgeon, redacteur van Architectural Design, was de zus van artieste Olga Lehmann en academicus Andrew George Lehmann. Ze verhuisde in 1970 met haar ouders naar Edinburgh, Schotland. Ze heeft een dubbele Amerikaanse/Britse nationaliteit. Ze studeerde af aan de Royal Academy of Dramatic Art in Londen naast Clive Owen en Liza Tarbuck.
Van 1986-1990 was Pidgeon de zanger van de Britse folk/popband Ruby Blue. Ze verliet Ruby Blue kort nadat de band bij een groot platenlabel tekende. Ze verscheen in haar eerste speelfilm The Dawning in 1988 en speelde vervolgens in de toneelstukken en films van David Mamet, te beginnen met de film Homicide en het toneelstuk Oleanna, een rol die Mamet voor haar schreef. Pidgeon componeerde de muziek voor de filmversie, met Debra Eisenstadt in haar rol. Ze keerde terug naar de muziek en bracht het album The Raven (1994) uit, gevolgd door The New York Girls' Club (1996) en The Four Marys (1998), een verzameling traditionele Keltische volksliedjes. Tough on Crime (2005) bevatte Walter Becker van Steely Dan op gitaar en Billy Preston op keyboards. Behind the Velvet Curtain (2008) bevatte een coverversie van het Beach Boys-nummer Wouldn't It Be Nice. Slingshot werd uitgebracht in 2012.
Pidgeon heeft rollen gespeeld in verschillende films van Mamet, waaronder The Spanish Prisoner (1997), The Winslow Boy (1999), State and Main (2000) en Heist (2001). Ze had een kleine rol in Redbelt (2008) en een ondersteunende rol in Red (2010). In de televisiefilm Phil Spector uit 2013 speelde ze een bijrol en zong ze ook Spanish Harlem over de aftiteling. Ze verscheen in de Amerikaanse televisieserie The Unit en speelde Charlotte Ryan, en in de televisiefilm Jesse Stone: Sea Change uit 2007 speelde ze Leeann Lewis, een verdachte van een bankoverval.

## Privéleven
Pidgeon is getrouwd met de Amerikaanse schrijver en regisseur David Mamet. Ze ontmoette Mamet terwijl ze acteerde in zijn toneelstuk Speed-the-Plough tijdens de uitvoering in het National Theatre, Londen. Hoewel hij destijds getrouwd was met actrice Lindsay Crouse, begon Mamet een relatie met Pidgeon. Mamet scheidde in 1990 van Crouse en trouwde in 1991 met Pidgeon. Pidgeon en Mamet hebben twee kinderen, actrice Clara en Noah, naast de twee oudere kinderen van Mamet, Willa en Zosia. Pidgeon, geboren in een niet-praktiserend christelijk gezin, heeft zich bekeerd tot het Joodse geloof van Mamet.

## Discografie
- 1994: The Raven (Chesky Records)
- 1996: The New York Girls' Club (Chesky Records)
- 1998: The Four Marys (Chesky Records)
- 2003: Retrospective (Chesky Records)
- 2005: Tough on Crime (Fuel 2000)
- 2008: Behind the Velvet Curtain (Great American Music)
- 2011: Slingshot (Toy Canteen)
- 2013: Blue Dress On (Toy Canteen)
- 2014: Bad Poetry (Toy Canteen)
- 2019: Sudden  Exposure to Light (Toy Canteen)

Met Ruby Blue
- 1987: So Unlike Me (Red Flame)
- 1988: Bloomsbury Blue (Red Flame)

### Als gast
- 2009: Luciana Souza, Tide (Verve)
- 2009: Madeleine Peyroux, Bare Bones (Rounder)
- 2015: Chris Connelly, Decibels from Heart (Cleopatra)

## Filmografie
Film
- 1988:	The Dawning
- 1991:	Uncle Vanya
- 1991: Homicide
- 1997:	The Spanish Prisoner
- 1999:	The Winslow Boy
- 2000:	Catastrophe
- 2000: State and Main
- 2001:	Heist
- 2002:	Advice and Dissent
- 2005:	Shopgirl
- 2005: Edmond
- 2006:	Provoked
- 2008:	Redbelt
- 2008: How to Be
- 2008: Cat City
- 2009:	The Lodger
- 2010:	Red
- 2010: Two Painters
- 2013:	Come Back to Sorrento
- 2014:	Two-Bit Waltz
- 2016:	Allegiant
- 2018:	Bird Box

Televisie
- 1987:	Bust (2 episodes)
- 1988:	Campaign
- 1989:	Screen One: She's Been Away (aflevering: She's Been Away)
- 1992:	The Water Engine (tv-film)
- 2004–2005: The Shield (3 afleveringen)
- 2006:	In Justice (3 afleveringen)
- 2006–2009: The Unit (14 afleveringen)
- 2007:	Jesse Stone: Sea Change (tv-film)
- 2010:	Glenn Martin, DDS (aflevering: Jackie of All Trades) stem
- 2013:	Phil Spector (tv-film)

- Bibsys: 3114035
- Biblioteca Nacional de España: XX1705920
- Bibliothèque nationale de France: cb14215969x (data)
- Gemeinsame Normdatei: 13504958X
- International Standard Name Identifier: 0000 0000 5552 2982
- Library of Congress Control Number: no00022524
- MusicBrainz: e0f003cc-48ac-432d-bb09-25278a597e07
- Nationale Bibliotheek van Israël: 987007459668305171
- Nationale Bibliotheek van Polen: a0000001616218
- Système universitaire de documentation: 058932747
- Virtual International Authority File: 107601209
- WorldCat: E39PBJpj96PWhWp9R7qf3RB9Dq